# دنیل شوماخر
دنیل شوماخر (انگلیسی: Daniel Schuhmacher؛ زادهٔ ۱۹ آوریل ۱۹۸۷) خوانندگی، ترانه‌سرا اهل آلمان است. وی از سال ۲۰۰۹ میلادی تاکنون مشغول فعالیت بوده‌است.

## زندگی شخصی
در ماه مه ۲۰۱۴، شوماخر همجنسگرا بودنش را در مصاحبه با مجله IN آشکارسازی کرد.